# Nicholson (Georgia)
Nicholson è una città degli Stati Uniti d'America, situata in Georgia, nella Contea di Jackson.